# 悠然銀光中
《悠然銀光中》（日語：ギンギラギンにさりげなく），是日本男歌手近藤真彥的第4張單曲和代表作之一。1981年9月30日發行。

## 簡介
收錄的兩首曲目都是廣告歌：A面曲《悠然銀光中》是HOUSE食品「免煮咖哩」和富士膠片「FUJICOLOR 即可拍相機」的電視廣告歌曲；B面曲《戀愛的NON STOP TOURING ROAD》則是HOUSE食品的廣告歌。
發行後總共6個星期取得Oricon公信榜冠軍，中間只被松田聖子的《起風了》中斷過一個星期。在TBS音樂節目《The Best Ten》上更是連續9個星期佔據冠軍歌曲的位置。總銷量高達81.6萬張，是近藤銷量第二高的單曲，僅次於出道單曲《Sneaker Blues》。單曲非常長賣，在1981年Oricon公信榜年榜上排行第21位，到1982年的年榜還排在37位；在《The Best Ten》1981年年終榜上高踞第12位，1982年的第72位。
這張單曲的成功奠定了近藤的男性超級偶像的地位。榮獲第23回日本唱片大賞的最優秀新人賞、FNS歌謠祭的最優秀新人賞和日本歌謠大賞的放送音樂新人賞等眾多重要音樂獎項的最佳新人獎。
近藤憑著此曲兩次被邀請在NHK紅白歌合戰（第32回及第66回）上演出，當中第66回更是白組壓軸歌曲。
被職業棒球球隊千葉羅德海洋的應援團選用為選手應援歌，該球隊的定詰雅彥和田中雅彥都曾採用這首歌作為應援歌。

## 收錄曲目
1. 悠然銀光中（ギンギラギンにさりげなく）
  - 作詞：伊達步；作曲：筒美京平；編曲：馬飼野康二
2. 戀愛的NON STOP TOURING ROAD（恋のNON STOPツーリング・ロード）
  - 作詞：；作曲、編曲：山下達郎